# Elisabetta di Meißen

Stemma del Casato

Elisabetta di Meißen (Wartburg, 22 novembre 1329 – 21 aprile 1375) era figlia di Federico II di Meißen e Matilde di Baviera. Fu un membro della Casata di Wettin.

## Biografia
All'età di venti anni, il 7 settembre 1350, sposò Federico V di Norimberga a Jena. La coppia ebbe nove figli, sette femmine e due maschi:
1. Elisabetta (1358 - 26 luglio 1411, Heidelberg), sposò ad Amberg nel 1374 Roberto di Germania.
2. Beatrice (ca. 1362, Norimberga - 10 giugno 1414, Perchtoldsdorf), sposò a Vienna nel 1375 il duca Alberto III d'Austria
3. Anna (ca. 1364 - dopo il 10 maggio 1392), fu suora a Seusslitz.
4. Agnese (1366 - 22 maggio 1432), fu in convento ad Hof dal 1376 al 1386; sposò a Costanza nel 1386 il barone Federico di Daber e ritornò al convento ad Hof nel 1406 e fu Badessa dal 1411 al 1432.
5. Giovanni (ca. 1369 - 11 giugno 1420, Plassenburg).
6. Federico (1371 - 1440).
7. Margherita (d. 1406, Gudensberg), sposò a Kulmbach nel 1383 il langravio Ermanno II d'Assia.
8. Caterina (morta 1409), Badessa di Hof.
9. Veronica di Hohenzollern, sposò Barnim VI di Pomerania-Wolgast.

Elisabetta morì all'età di 45 anni.

## Ascendenza
|                                   |                            |                                | Genitori                |  |  | Nonni |  |  | Bisnonni             |  |  | Trisnonni            |  |
|                                   |                            |                                |                         |  |  |       |  |  | Alberto II di Meißen |  |  | Enrico III di Meißen |  |
|                                   |                            |                                |                         |  |  |       |  |  | Alberto II di Meißen |  |  | Enrico III di Meißen |  |
|                                   |                            | Costanza d'Austria             |                         |  |  |       |  |  | Alberto II di Meißen |  |  |                      |  |
| Federico I di Meißen              |                            |                                |                         |  |  |       |  |  | Alberto II di Meißen |  |  |                      |  |
|                                   |                            | Margherita di Sicilia          | Federico II di Svevia   |  |  |       |  |  |                      |  |  |                      |  |
|                                   |                            | Margherita di Sicilia          | Federico II di Svevia   |  |  |       |  |  |                      |  |  |                      |  |
|                                   |                            | Margherita di Sicilia          | Isabella d'Inghilterra  |  |  |       |  |  |                      |  |  |                      |  |
| Federico II di Meißen             |                            | Margherita di Sicilia          |                         |  |  |       |  |  |                      |  |  |                      |  |
|                                   |                            | Otto IV di Lobdeburg-Arnsgauck | …                       |  |  |       |  |  |                      |  |  |                      |  |
|                                   |                            | Otto IV di Lobdeburg-Arnsgauck | …                       |  |  |       |  |  |                      |  |  |                      |  |
|                                   |                            | Otto IV di Lobdeburg-Arnsgauck | …                       |  |  |       |  |  |                      |  |  |                      |  |
| Elisabetta di Lobdeburg-Arnshaugk |                            | Otto IV di Lobdeburg-Arnsgauck |                         |  |  |       |  |  |                      |  |  |                      |  |
|                                   |                            | …                              | …                       |  |  |       |  |  |                      |  |  |                      |  |
|                                   |                            | …                              | …                       |  |  |       |  |  |                      |  |  |                      |  |
|                                   |                            | …                              | …                       |  |  |       |  |  |                      |  |  |                      |  |
| Elisabetta di Meißen              |                            | …                              |                         |  |  |       |  |  |                      |  |  |                      |  |
|                                   | Ludovico II del Palatinato | Ottone II di Baviera           |                         |  |  |       |  |  |                      |  |  |                      |  |
|                                   | Ludovico II del Palatinato | Ottone II di Baviera           |                         |  |  |       |  |  |                      |  |  |                      |  |
|                                   | Ludovico II del Palatinato | Agnese del Palatinato          |                         |  |  |       |  |  |                      |  |  |                      |  |
| Ludovico il Bavaro                | Ludovico II del Palatinato |                                |                         |  |  |       |  |  |                      |  |  |                      |  |
|                                   |                            | Matilde d'Asburgo              | Rodolfo I d'Asburgo     |  |  |       |  |  |                      |  |  |                      |  |
|                                   |                            | Matilde d'Asburgo              | Rodolfo I d'Asburgo     |  |  |       |  |  |                      |  |  |                      |  |
|                                   |                            | Matilde d'Asburgo              | Gertrude di Hohenberg   |  |  |       |  |  |                      |  |  |                      |  |
| Matilde di Baviera                |                            | Matilde d'Asburgo              |                         |  |  |       |  |  |                      |  |  |                      |  |
|                                   |                            | Bolko I di Świdnica            | Boleslao II di Slesia   |  |  |       |  |  |                      |  |  |                      |  |
|                                   |                            | Bolko I di Świdnica            | Boleslao II di Slesia   |  |  |       |  |  |                      |  |  |                      |  |
|                                   |                            | Bolko I di Świdnica            | Edvige di Anhalt        |  |  |       |  |  |                      |  |  |                      |  |
| Beatrice di Slesia-Glogau         |                            | Bolko I di Świdnica            |                         |  |  |       |  |  |                      |  |  |                      |  |
|                                   |                            | Beatrice del Brandeburgo       | Ottone V di Brandeburgo |  |  |       |  |  |                      |  |  |                      |  |
|                                   |                            | Beatrice del Brandeburgo       | Ottone V di Brandeburgo |  |  |       |  |  |                      |  |  |                      |  |
|                                   |                            | Beatrice del Brandeburgo       | …                       |  |  |       |  |  |                      |  |  |                      |  |
|                                   |                            | Beatrice del Brandeburgo       |                         |  |  |       |  |  |                      |  |  |                      |  |

| Controllo di autorità | VIAF (EN) 141476800 · CERL cnp01226942 · GND (DE) 14173079X |